# Santa Catarina Barahona
Santa Catarina Barahona – miasto w południowej części Gwatemali, w departamencie Sacatepéquez. Według danych szacunkowych z 2002 roku liczba mieszkańców wynosiła 2957 osób. 
Santa Catarina Barahona leży w odległości około 8 km na zachód od stolicy departamentu – miasta Antigua Guatemala. Nazwa miasta pochodzi od nazwiska założyciela, hiszpańskiego konkwistadora Sancho de Barahona.
Santa Catarina Barahona leży na wysokości 1492 m n.p.m. pomiędzy dwoma potężnymi wulkanami; aktywnym Acatenango oraz uśpionym obecnie Volcán de Agua. Jest to ponadto rejon bardzo aktywny sejsmicznie. Niedaleko przebiega przechodzący w poprzek Gwatemali uskok Motagua, oddzielający płytę karaibską od płyty północnoamerykańskiej. Takie położenie sprawia, że trzęsienia ziemi o sile ponad 4 stopni w skali Richtera zdarzają się w każdym miesiącu.

## Santa Catarina Barahona
Miasto jest siedzibą władz gminy o tej samej nazwie, która jest jedną z szesnastu gmin w departamencie. W 2012 roku gmina liczyła 3474 mieszkańców.
Gmina jak na warunki Gwatemali jest nieduża, a jej powierzchnia obejmuje 38 km². Mieszkańcy gminy utrzymują się z rolnictwa i rzemiosła artystycznego.